# Priekuļi
Priekuļi è un comune della Lettonia appartenente alla regione storica della Livonia di 9.550 abitanti (dati 2009).

## Località
Il comune è stato istituito nel 2009 ed è formato dalle seguenti località:
- Liepa
- Mārsnēni
- Asūne
- Priekuļi
- Veselava